# Les Oursons volants
Les Oursons volants (The Little Flying Bears / Mali leteći medvjedići) est une série télévisée d'animation canado-croate réalisée par Jean Sarault, produite par CinéGroupe et Zagreb Film, et diffusée à partir du 7 septembre 1990 à la Télévision de Radio-Canada. En anglais, elle est apparue les samedis matins à partir du 20 mars 1993 sur CFCF-TV.
En France, la série a été diffusée en 1990 sur FR3.

## Synopsis
Dans une forêt secrète vivent des petits oursons capables de voler. Ces oursons sont des défenseurs de l'environnement. Dans leur forêt vivent également deux belettes (Rak et Hercule) qui viennent constamment troubler la quiétude la forêt par diverses actions.

## Distribution

### Voix québécoises
- Pierre Auger : Niro
- Élise Bertrand : Ourou
- Linda Roy : Jasmine / Lotus
- Jean-Marie Moncelet : Hercule
- Sébastien Dhavernas : Ozzy / Spik
- Violette Chauveau : Nika
- Ronald France : Platon
- Chantal Baril : Niapi
- Gilbert Lachance : Ban
- Marc Labrèche : Rak

 Source et légende : version québécoise (VQ) sur Doublage.qc.ca

## Épisodes
1. Entrée interdite
2. Drôle de serpent
3. La Fête des sirops
4. Menace dans le ciel
5. Le Camion fou
6. Des œufs pour la vie
7. Un anniversaire fumant
8. Les Pièges
9. La Fleur interdite
10. La Pluie blanche
11. Le Noël des oursons
12. Mauvais perdants
13. L'Ours blanc
14. La Source de jeunesse
15. Le Monstre de la montagne
16. La Grande sécheresse
17. Les Déboiseurs
18. La Fée du bois
19. Bas les masques
20. Signes de pistes
21. La blessure
22. The Reluctant Hero
23. The Virus
24. Dr. Skulk
25. A Gift From Space
26. Sing For The Rain
27. La Rencontre
28. Les Rats
29. Alerte sur le fleuve
30. L'Orage
31. Les Gloutonnes
32. L'Indésirable
33. Soleil captif
34. Les Pollueurs
35. Le Faux cousin
36. Le Visiteur
37. Les Envahisseurs
38. De l'énergie à revendre
39. Les Incendiaires